# Vanessa Jung
Pour les articles homonymes, voir Vanessa (homonymie) et Jung.
Vanessa Jung, née le 29 février 1980 à Munich, est une actrice allemande de cinéma, de séries télévisées et de théâtre.

## Filmographie

### À la télévision
- 1991 :  Insel der Träume (série télévisée) : Sonja Blohm
- 1994 :  Lutz & Hardy (série télévisée)
- 1994 :  Anwalt Abel (série télévisée) : Lissy
- 1995 :  So ist das Leben! Die Wagenfelds (de) (série télévisée) : Lena Wagenfeld
- 1996 :  Schloßhotel Orth (série télévisée) : Jasmin Strombach
- 1997 :  Park Hotel Stern (série télévisée) : Caroline Hoesch
- 1997 :  Dr. Stefan Frank – Der Arzt, dem die Frauen vertrauen (de) (série télévisée) : Marietta Hauptmann
- 1998 :  Soko brigade des stups (série télévisée) : Kerstin Reitmüller
- 1998 :  Cinq sur 5 (série télévisée) : Gina
- 1998 :  Rosamunde Pilcher (série télévisée) : Emily Bradley
- 1999 :  T.V. Kaiser (série télévisée) : Valerie Nitsch
- 1999 :  Typisch Ed! (téléfilm)
- 2000 :  Kissing My Sister (téléfilm) : Lena
- 2000 :  Stimme des Herzens (téléfilm) : Anna Krüger
- 1998-2000 :  OP ruft Dr. Bruckner - Die besten Ärzte Deutschlands (série télévisée) : Feline Blau
- 2001 :  Männer sind zum Abgewöhnen (téléfilm) : Nadja Hagedorn
- 2003 :  alphateam – Die Lebensretter im OP (de) (série télévisée) : Nathalie
- 2005 -2008 : Verbotene Liebe (série télévisée, 476 épisodes) : Jana Brandner / Jana von Lahnstein
- 2010 :  Die Schule (téléfilm) : Bea Vogel
- 2010-2011 :  Hand aufs Herz (de) (série télévisée, 179 épisodes) : Bea Vogel
- 2012 :  Un cas pour deux (série télévisée) : Eva Scheck
- 2013 :  Die Rosenheim-Cops (série télévisée) : Bettina Baum
- 2014 :  Die Bergwacht (série télévisée) : Miriam Treber
- 2015 :  Mountain Medic (série télévisée) : Natascha

### Au cinéma
- 2001 : 100 Pro (de) : Michelle
- 2010 : Lady Pochoir  : Sascha (court métrage)